# Xavier Bullet
Xavier Bullet (Lione, 10 marzo 1979) è un calciatore francese martinicano, centrocampista del Rivière-Pilote.

## Carriera

### Nazionale
Ha debuttato in Nazionale il 21 marzo 2001, nell'amichevole Saint Lucia-Martinica (1-1), gara in cui ha siglato la rete del momentaneo 0-1 al minuto 64. Ha partecipato, con la Nazionale, alla CONCACAF Gold Cup 2002. Ha collezionato in totale, con la maglia della Nazionale, 29 presenze e 6 reti.

## Palmarès

### Club

#### Competizioni nazionali
- Campionato martinicano di calcio: 2

Rivière-Pilote: 2007-2008, 2009-2010